# Хицо Шопов
Христо или Хицо П. Шопов (по прякор Шопа) е виден плевенски търговец и общественик.

## Биография
Роден в Пирот през първата половина на 19 век в границите на тогавашната Османска империя. Напуска града и се установява в Плевен като търговец на пазара на зърнени храни.
Цвятко Радославов от Свищов, който изнася жито и добитък за Европа, установява връзка с Шопов през 1866 г. По силата на постигната договорка пиротчанинът се задължава да му осигурява определени количества храни в дунавското пристанище Сомовит. За обема на последвалите сделки известна представа дава фактът, че за уреждане на задължения помежду им и техни контрагенти само през 1868 г. са разплатени над 850 000 гроша. Спираки Гърка, друг активен търговец в района, също прибягва до услугите на Шопов, и с неговото посредничество успява да изкупи големи количества царевица от плевенските пазари в началото на 1869 г.
През 1874 г. пиротчанинът създава Дружество за търговия със зърнени храни с братята Атанас и Георги Костови. Две години по-късно към тях се присъединяват Димитър и Коста Стоянови от кайлярското с. Емборе. Търговското дружество прераства в известната „Житарска компания“, продължила дейността си и след 1878 г. Нарежда се сред щедрите радетели за изграждане на женско училище в Плевен, като дава пример на съгражданите си с лично дарение от 2,000 гроша. Подкрепя и местното читалище. След Освобождението в Плевен е учреден Окръжен съд, а Шопов бива избран за един от неговите почетни членове.
На свое заседание на 1 ноември 1882 г. Градското общинско управление на Плевен разглежда завещанието на покойните жители на града Хицо Шопов, Парашкев Хицов и Никола Плъев и взема решение
с парите им да бъде придобит дворен имот.